# Go Your Own Way
"Go Your Own Way" is een single van de Britse-Amerikaanse groep Fleetwood Mac, oorspronkelijk eerst uitgebracht op 20 december 1976 in het Verenigd Koninkrijk en Ierland. Op 3 januari 1977 volgden Europa, de VS, Canada, Australië en Nieuw-Zeeland en op 11 februari 1977 Japan. De single is afkomstig van het elfde studioalbum Rumours uit 1977.

## Achtergrond
De plaat werd een wereldwijde hit en de eerste top 10-hit van de band in de Verenigde Staten en de succesvolste single van Fleetwood Mac in Nederland en België.
In Nederland was de plaat op maandag 14 februari 1977 de 60e AVRO's Radio en TV-Tip op Hilversum 3 en werd een gigantische hit in de destijds twee landelijke hitlijsten op de nationale publieke popzender. De plaat bereikte de nummer 1-positie in zowel de Nationale Hitparade als de Nederlandse Top 40. In de destijds nieuwe, op Hemelvaartsdag 27 mei 1976 gestarte Europese hitlijst op Hilversum 3, de TROS Europarade, bereikte de plaat de 4e positie.
In België bereikte de plaat de nummer 1-positie in zowel de voorloper van de Vlaamse Ultratop 50 als de Vlaamse Radio 2 Top 30. In Wallonië werd de 9e positie behaald.
Sinds de allereerste editie in december 1999 staat de plaat onafgebroken genoteerd in de jaarlijkse NPO Radio 2 Top 2000 van de Nederlandse publieke radiozender NPO Radio 2, met als hoogste notering tot nu toe een 25e positie in 2022 (jaar van overlijden Christine McVie).

## Ontstaan
"Go Your Own Way" is afkomstig van het elfde studioalbum 'Rumours' dat tot stand kwam onder liefdesperikelen (of beter scheidingsperikelen) en hevig drugsgebruik van de leden. John McVie en Christine McVie lagen overhoop met elkaar, maar de andere verbintenis binnen de muziekgroep was van veel groter belang. Lindsey Buckingham en Stevie Nicks trokken al een aantal jaren met elkaar op, maar tijdens de opnamen van dit album liep hun relatie op de klippen. In veel gevallen mondt dat uit tot het mijmeren over een verloren liefde maar Buckingham pakte het anders aan. 'Ga maar weg' luidde zijn motto in: "Packing up, shacking up is all you want to do". Nicks heeft echter altijd ontkend dat ze al een (losse) relatie had tijdens hun samenzijn en protesteerde; daarop weigerde Buckingham de tekst aan te passen.
Met als B-kant het Stevie Nicks-nummer Silver Springs, dat niet op 'Rumours' terechtkwam maar veel later op '25 Years – The Chain' (1991) en als live-uitvoering op 'The Dance' (1997), begon de plaat aan een zegetocht over de gehele wereld. In Nederland stond deze drie weken op nummer 1 in de destijds twee landelijke hitlijsten op Hilversum 3 (de Nederlandse Top 40 en de Nationale Hitparade) en de 4e positie in de Europese hitlijst op Hilversum 3; de TROS Europarade.
In de sinds december 1999 jaarlijks uitgezonden NPO Radio 2 Top 2000 van de Nederlandse publieke radiozender NPO Radio 2, kwam de plaat tot de 41e positie 2013, tot dan toe de hoogste positie. In 2022 bereikte de plaat de 25e positie.
Uiteraard verscheen het nummer op diverse verzamel- en livealbums van de band. Het nummer was ook te horen in de film Forrest Gump uit 1994, van regiseur Robert Zemeckis (met Tom Hanks, Gary Sinise, Sally Field, Robin Wright, Mykelti Williamson, Haley Joel Osment en Hanna Hall).

## Musici
- Lindsey Buckingham – gitaar, zang
- Mick Fleetwood – slagwerk.
- Christine McVie – toetsinstrumenten, achtergrondzang
- John McVie – basgitaar
- Stevie Nicks – achtergrondzang

## Covers
- Biffy Clyro – Glitter and Trauma DVD (2004)
- NOFX – S&M Airlines (1989)
- Seaweed – Clerks soundtrack (1994)
- The Cranberries – Legacy: a Tribute to Fleetwood Mac's Rumours (1998)
- Jennifer Brown – Home (2003)
- Wilson Phillips – California (2004)
- Carrie Underwood and Lindsey Buckingham – Fashion Rocks (2007)
- Carrie Underwood and David Cook – The American Idol Experience Live (2009)
- Snow & Voices
- Faye Hamlin – Swedish MQ commercial (2009)
- Silverstein – A Shipwreck in the Sand [iTunes only] (2009)
- Bobby and The Crew – Jindando (2009)
- Gloriana – Fearless Tour (2009)
- Jellyfish – Fan Club (2002)
- Keane (band) – BBC Radio 2 (2010)
- Jets to Zurich (2010-heden)
- Glee Cast – (2011)
- Straight No chaser – (2018)

## Hitnoteringen

### Nederlandse Top 40
| "Go Your Own Way" in de Nederlandse Top 40 – binnen 26-02-1977 | "Go Your Own Way" in de Nederlandse Top 40 – binnen 26-02-1977 | "Go Your Own Way" in de Nederlandse Top 40 – binnen 26-02-1977 | "Go Your Own Way" in de Nederlandse Top 40 – binnen 26-02-1977 | "Go Your Own Way" in de Nederlandse Top 40 – binnen 26-02-1977 | "Go Your Own Way" in de Nederlandse Top 40 – binnen 26-02-1977 | "Go Your Own Way" in de Nederlandse Top 40 – binnen 26-02-1977 | "Go Your Own Way" in de Nederlandse Top 40 – binnen 26-02-1977 | "Go Your Own Way" in de Nederlandse Top 40 – binnen 26-02-1977 | "Go Your Own Way" in de Nederlandse Top 40 – binnen 26-02-1977 | "Go Your Own Way" in de Nederlandse Top 40 – binnen 26-02-1977 | "Go Your Own Way" in de Nederlandse Top 40 – binnen 26-02-1977 | "Go Your Own Way" in de Nederlandse Top 40 – binnen 26-02-1977 | "Go Your Own Way" in de Nederlandse Top 40 – binnen 26-02-1977 | "Go Your Own Way" in de Nederlandse Top 40 – binnen 26-02-1977 |
| Week                                                           | 1                                                              | 2                                                              | 3                                                              | 4                                                              | 5                                                              | 6                                                              | 7                                                              | 8                                                              | 9                                                              | 10                                                             | 11                                                             | 12                                                             | 13                                                             |                                                                |
| -------------------------------------------------------------- | -------------------------------------------------------------- | -------------------------------------------------------------- | -------------------------------------------------------------- | -------------------------------------------------------------- | -------------------------------------------------------------- | -------------------------------------------------------------- | -------------------------------------------------------------- | -------------------------------------------------------------- | -------------------------------------------------------------- | -------------------------------------------------------------- | -------------------------------------------------------------- | -------------------------------------------------------------- | -------------------------------------------------------------- | -------------------------------------------------------------- |
| Nummer                                                         | 25                                                             | 8                                                              | 5                                                              | 2                                                              | 1                                                              | 1                                                              | 1                                                              | 3                                                              | 4                                                              | 9                                                              | 23                                                             | 30                                                             | 40                                                             | uit                                                            |

### Nationale Hitparade
| "Go Your Own Way" in de Nationale Hitparade – binnen: 26-02-1977 | "Go Your Own Way" in de Nationale Hitparade – binnen: 26-02-1977 | "Go Your Own Way" in de Nationale Hitparade – binnen: 26-02-1977 | "Go Your Own Way" in de Nationale Hitparade – binnen: 26-02-1977 | "Go Your Own Way" in de Nationale Hitparade – binnen: 26-02-1977 | "Go Your Own Way" in de Nationale Hitparade – binnen: 26-02-1977 | "Go Your Own Way" in de Nationale Hitparade – binnen: 26-02-1977 | "Go Your Own Way" in de Nationale Hitparade – binnen: 26-02-1977 | "Go Your Own Way" in de Nationale Hitparade – binnen: 26-02-1977 | "Go Your Own Way" in de Nationale Hitparade – binnen: 26-02-1977 | "Go Your Own Way" in de Nationale Hitparade – binnen: 26-02-1977 | "Go Your Own Way" in de Nationale Hitparade – binnen: 26-02-1977 | "Go Your Own Way" in de Nationale Hitparade – binnen: 26-02-1977 |
| Week                                                             | 1                                                                | 2                                                                | 3                                                                | 4                                                                | 5                                                                | 6                                                                | 7                                                                | 8                                                                | 9                                                                | 10                                                               | 11                                                               |                                                                  |
| ---------------------------------------------------------------- | ---------------------------------------------------------------- | ---------------------------------------------------------------- | ---------------------------------------------------------------- | ---------------------------------------------------------------- | ---------------------------------------------------------------- | ---------------------------------------------------------------- | ---------------------------------------------------------------- | ---------------------------------------------------------------- | ---------------------------------------------------------------- | ---------------------------------------------------------------- | ---------------------------------------------------------------- | ---------------------------------------------------------------- |
| Nummer                                                           | 24                                                               | 9                                                                | 4                                                                | 3                                                                | 1                                                                | 1                                                                | 1                                                                | 2                                                                | 3                                                                | 8                                                                | 16                                                               | uit                                                              |

### TROS Europarade
Hitnotering: week 13 t/m 19 1977. Hoogste notering: #4.

### Evergreen Top 1000
| Evergreen Top 1000 "Go Your Own Way" | Evergreen Top 1000 "Go Your Own Way" | Evergreen Top 1000 "Go Your Own Way" | Evergreen Top 1000 "Go Your Own Way" | Evergreen Top 1000 "Go Your Own Way" | Evergreen Top 1000 "Go Your Own Way" | Evergreen Top 1000 "Go Your Own Way" | Evergreen Top 1000 "Go Your Own Way" | Evergreen Top 1000 "Go Your Own Way" | Evergreen Top 1000 "Go Your Own Way" | Evergreen Top 1000 "Go Your Own Way" | Evergreen Top 1000 "Go Your Own Way" | Evergreen Top 1000 "Go Your Own Way" | Evergreen Top 1000 "Go Your Own Way" | Evergreen Top 1000 "Go Your Own Way" | Evergreen Top 1000 "Go Your Own Way" | Evergreen Top 1000 "Go Your Own Way" |
| Jaar                                 | 2008                                 | 2009                                 | 2010                                 | 2011                                 | 2012                                 | 2013                                 | 2014                                 | 2015                                 | 2016                                 | 2017                                 | 2018                                 | 2019                                 | 2020                                 | 2021                                 | 2022                                 | 2023                                 |
| ------------------------------------ | ------------------------------------ | ------------------------------------ | ------------------------------------ | ------------------------------------ | ------------------------------------ | ------------------------------------ | ------------------------------------ | ------------------------------------ | ------------------------------------ | ------------------------------------ | ------------------------------------ | ------------------------------------ | ------------------------------------ | ------------------------------------ | ------------------------------------ | ------------------------------------ |
| Positie                              | -                                    | -                                    | -                                    | -                                    | -                                    | -                                    | -                                    | 143                                  | 229                                  | 128                                  | 74                                   | 85                                   | 64                                   | 69                                   | 107                                  | 77                                   |

### NPO Radio 2 Top 2000
| Nummer met noteringen in de NPO Radio 2 Top 2000 | '99 | '00 | '01 | '02 | '03 | '04 | '05 | '06 | '07 | '08 | '09 | '10 | '11 | '12 | '13 | '14 | '15 | '16 | '17 | '18 | '19 | '20 | '21 | '22 | '23 | '24 |
| ------------------------------------------------ | --- | --- | --- | --- | --- | --- | --- | --- | --- | --- | --- | --- | --- | --- | --- | --- | --- | --- | --- | --- | --- | --- | --- | --- | --- | --- |
| Go Your Own Way                                  | 64  | 67  | 73  | 71  | 69  | 79  | 77  | 94  | 102 | 85  | 63  | 67  | 71  | 81  | 41  | 30  | 40  | 43  | 33  | 42  | 43  | 41  | 45  | 25  | 39  | 39  |

1. ↑  Een vetgedrukt getal geeft de hoogste notering aan.